# Adrianus Josephus Marie van Moorsel
Adrianus Josephus Marie (Addy) van Moorsel (Den Haag, 25 maart 1904 – Wassenaar, 28 september 1976) was een Nederlands jurist en dichter. Van Moorsel werkte als advocaat, raadsheer en president van het gerechtshof te Den Haag. Hij was wethouder en locoburgemeester van Wassenaar.

## Opleiding en werk
Van Moorsel studeerde rechten aan de Universiteit Leiden. Naast zijn studie hield hij zich onder meer bezig met poëzie. Tussen 1923 en 1925 publiceerde hij onder het pseudoniem Jozef Hollandt gedichten in het literair tijdschrift Roeping. In 1926 werd hij hoofdredacteur van het Annuarium van de Unie van R.K. Studenten in Nederland voor het studiejaar 1927. In 1927 bracht hij onder zijn eigen naam een dichtbundel uit, De kinkhoorn. In 1928 behaalde hij zijn doctoraal examen Nederlands recht.
Na zijn studie ging Van Moorsel aan het werk als advocaat en procureur. 
Hij was bevriend met Jan Toorop en een verzamelaar van diens grafiek. In De Tijd op Zondag van 10 maart 1928 publiceerde hij de bijdrage "Toorop bij de kachel". In 1929 was hij lid van het comité dat geld inzamelde voor een grafmonument voor Jan Toorop.
In 1940 publiceerde hij een artikel in De Tijd en De Nieuwe Haarlemsche Courant, waarin hij pleitte om tot een oplossing te komen in de zaak-Vrijman.
In 1946 werd Van Moorsel, die lid was van de KVP, benoemd tot wethouder van Wassenaar. Van 1949 tot 1951 was hij plaatsvervangend lid van de bijzondere strafkamer te Den Haag, die belast was met de berechting van misdrijven waarop het Besluit Buitengewoon Strafrecht was toepassing was. In 1950 werd hij benoemd tot lid van de Centrale Ereraad voor de Kunst.
In 1955 werd Van Moorsel benoemd tot raadsheer in het Gerechtshof Den Haag en nam hij afscheid van de gemeenteraad van Wassenaar. In 1961 werd hij tevens lid van het Ambtenarengerecht Den Haag. In 1962 werd Van Moorsel benoemd tot vice-president van het Gerechtshof Den Haag. In 1970 werd hij president van dit gerechtshof.

## Persoonlijk
Hij was een broer van architect Kees van Moorsel. Zijn zuster Nelly van Moorsel trouwde met Theo van Doesburg. Zelf trouwde hij in 1931 met Johanna Elisabeth Poelhekke.

## Onderscheiding
In 1974 werd hij onderscheiden als Ridder in de Orde van de Nederlandse Leeuw, als president van het Gerechtshof te Den Haag.